# Oskar Meister
Oskar Meister (* 2. Januar 1892 in Grossenau im Landkreis Münchberg; † nach 1956) war ein deutscher Verwaltungsjurist und Landrat.

## Leben
Nach dem Abitur am Gymnasium Christian-Ernestinum in Bayreuth absolvierte Oskar Meister ein Studium der Rechtswissenschaften an der Ludwig-Maximilians-Universität München, der Christian-Albrechts-Universität zu Kiel und der Friedrich-Alexander-Universität Erlangen-Nürnberg. Nach der ersten juristischen Staatsprüfung und dem dreijährigen Vorbereitungsdienst (Referendariat), der durch den Kriegsdienst unterbrochen wurde, legte er 1920 das Große juristische Staatsexamen ab und promovierte am 24. März 1921  mit der Dissertation  Der Reichstag nach der Verfassung vom 16. April 1871 und der Reichstag nach der Verfassung vom 11. August 1919 zum Dr. jur. Meister kam als Rechtspraktikant zur Regierung von Oberfranken und wurde später Assessor in Wunsiedel und Regensburg. Am 1. September 1934 zum Regierungsrat ernannt, kam er am 1. Juni 1937 als Bezirksamtsvorstand (ab 1939 Landrat) zum Bezirksamt Hof (ab 1939 Landkreis Hof).
1862 wurden in Bayern auf der unteren Verwaltungsebene aus den Landgerichten die Bezirksämter geschaffen, deren Leiter Bezirksamtmänner (ab 1920 Bezirksoberamtmänner) oder Bezirksamtsvorstände waren. 1939 wurde für diese Verwaltungsebene der Begriff Landkreis eingeführt.
Meister war – ab Jahresbeginn 1943 mit gleichzeitiger Wahrnehmung der Aufgaben des Landrats in Rehau beauftragt – bis April 1945 im Amt des Landrats in Hof, als er seines Amtes enthoben und interniert wurde.
Im Entnazifizierungsverfahren wurde er durch die Spruchkammer Hof als Mitläufer eingestuft, so dass er im Januar 1949 seinen Dienst als Angestellter beim Landratsamt Ebermannstadt aufnehmen konnte. 1950 wurde er Regierungsrat bei der Regierung von Oberfranken, zum 1. November 1952 Regierungsdirektor. Zum 1. Februar 1957 wurde er in den Ruhestand verabschiedet.
Zum 1. Mai 1935 war Oskar Meister der NSDAP beigetreten (Mitgliedsnummer 3.668.411). In der SA, wo er 1933 Mitglied wurde, war er zuletzt Sturmführer.